# Clericus Cup
Clericus Cup je godišnji nogometni turnir na kojem se natječu momčadi iz Rimskih zavoda, odnosno sjemeništa Katoličke Crkve sa sjedištem u Rimu. Igrači su obično bogoslovi koji studiraju za postati katolički svećenici.
Službeno, cilj lige je „ponovno oživjeti tradiciju športa u kršćanskoj zajednici” i nazvana je „svećeničkim Svjetskim nogometnim prvenstvom”.